# Jeszenszky család
A 13. századból eredeztetett, két ősi magyar nemesi család, a kisjeszeni Jeszenszky és a nagyjeszeni Jeszenszky családok közösen használt neve.

## Első ismert ősök
A ma élő Jeszenszkyek két, egymástól teljesen különböző eredetű, de szorosan egymás mellett élő, és később egymással többször is házasodó családból származnak.
- A kisjeszeniek első ismert őse Temérdek András volt, aki egy Járdán nevű földön élt a Turóci-medencében, és 1255-ben kapott nemességet IV. Bélától.[2]
- A nagyjeszeniek őse Mágya, aki a Járdánnal határos Jeszen nevű településen élt. Nemességét az 1278-as morvamezei csatában tanúsított hősiességéért kapta.[3]

## Névcserék
Ezután a következő névcserék történtek:
- A nagyjeszeniek felvették vezetéknevüknek a falujuk nevét, így lettek Jeszeniek, majd szlávos írásmódban Jeszenszkyek.
- A kisjeszeniek falut alapítottak a két területet elválasztó patak túlsó oldalán, melynek a már meglévő szomszéd településtől (Jeszen) való megkülönböztetésül, a Kisjeszen nevet adták.
- Ezután a nagyjeszeniek falujuk nevét Jeszenről Nagyjeszenre változtatták (1971-ben pedig a két, egyébként már teljesen összenőtt falu egyesült Turócjeszen néven).

## Főnemesi ágai
Kisjeszeni és nagyjeszeni Jeszenszky Antal (†1751), 1741. december 12-én bárói címet kapott Mária Terézia magyar királynőtől. Jeszenszky Antal felesége, gróf bedegi és berencsi Nyáry Mária Anna Terézia (1708–1795) volt. Jeszenszky Antal halálával kihalt a 18. században bárói rangot szerzett Jeszenszky család főnemesi ága, csak a különböző addigi köznemesi ágak maradtak meg.
Nagyjeszeni Jeszenszky János (1793–1866), Tolna vármegye alispánja, feleségül vette báró Laffert Teréziát, majd 1865. január 3-án szerzett bárói címet I. Ferenc József magyar királytól. Ezzel megszületett a 19. század végén a család egy újabb főnemesi ága, amely mai napig él. Báró Jeszenszky János fia, báró nagyjeszeni Jeszenszky Sándor (1827–1889), országgyűlési képviselő volt; János másik fia, báró Jeszenszky Kálmán (1830–1918), a paksi Takarékpénztár elnöke, akinek a neje, draskóci Moravcsik Klotild (1833–1894) lett. Jeszenszky Kálmán és Moravcsik Klotild gyermeke, nagyjeszeni báró Jeszenszky Béla (1867–1896) császári és királyi kamarás, a magyar királyi közoktatásügy minisztérium szolgálaton kívüli segédtitkára volt.

## Címerhasználatuk

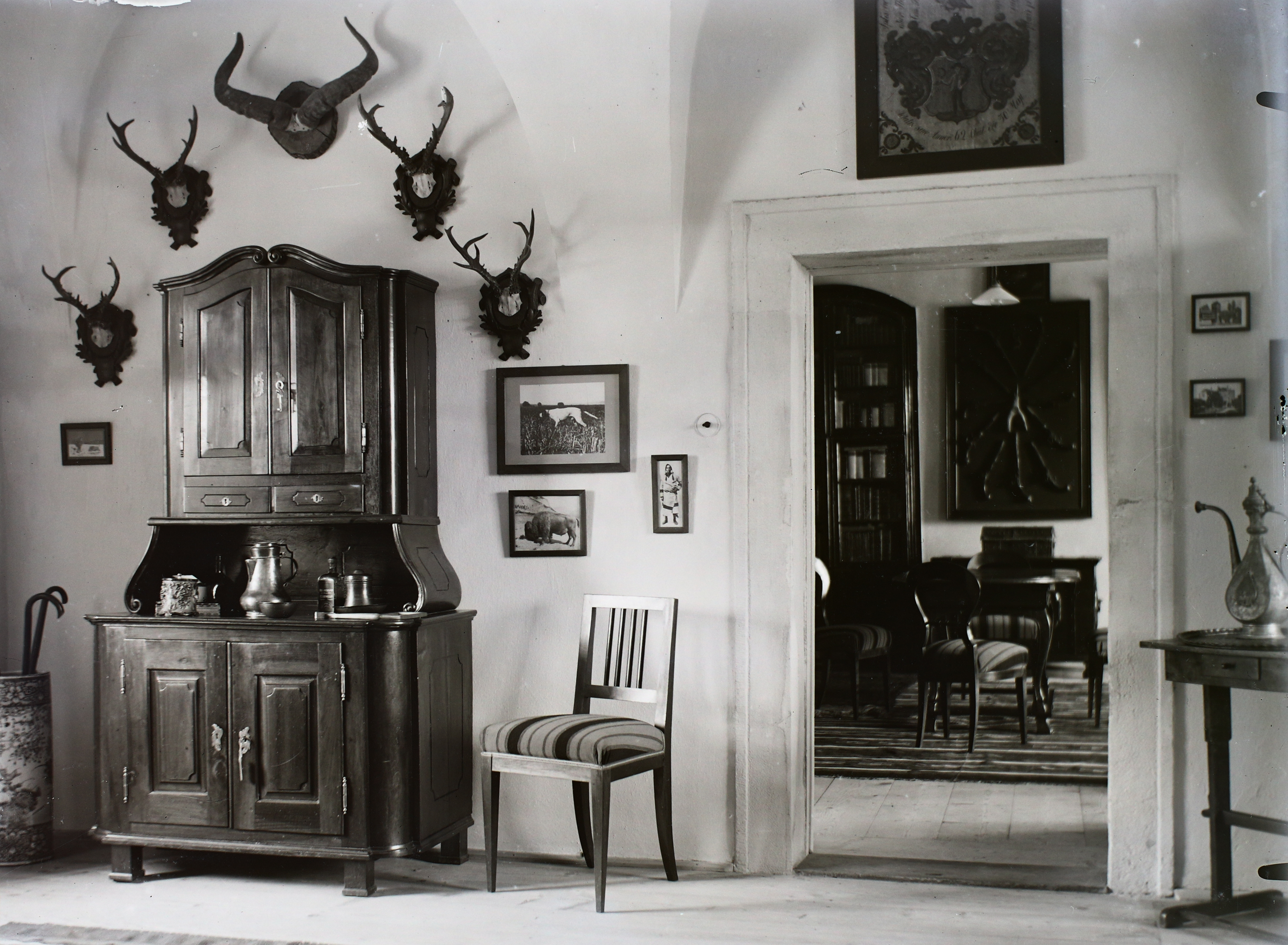
Címer Csejtén a családi kúriában

lásd a címerhatározóban.

## A két család neves tagjai
kisjeszeni Jeszenszky család:
- Jeszenszky Andor (kisjeszeni és megyefalvi), (?–1943), belügyminisztériumi tanácsos, 1940–1943 között a magyar királyi rendőrség vidéki főkapitánya
- Jeszenszky Antal (kisjeszeni és megyefalvi), 1799–1791 között Baranya vármegye követe a pozsonyi országgyűlésben
- Jeszenszky Danó (1824–1906), ügyvéd, közjegyző, költő és újságíró
- Jeszenszky Dániel (1679–?), evangélikus lelkész, latin, német és cseh nyelven író költő, akit I. Lipót császár császári koszorús költő címmel tüntetett ki
- Jeszenszky Ferdinánd (1818–1901), szarvasi kisnemes, a Jeszenszky-krónika, 1818–1900 című memoár szerzője
- Jeszenszky Ferenc (1869–1951), erdőmérnök, a Földművelésügyi Minisztérium miniszteri tanácsosa
- Jeszenszky Ferenc dr. (1905–1990), 1949. augusztus 30. és 1952. február 1. között a Magyar Nemzeti Bank vezérigazgatója, Jeszenszky Ferenc fia
- Jeszenszky Ferenc dr. (1932–2011), fizikus, az Értelmes Tervezettség Mozgalom Egyesület tiszteletbeli elnöke, az Union Mundial pro Interlingua Általános Tanácsának tagja, Jeszenszky Ferenc fia
- Jeszenszky Gusztáv (1854–1892), festőművész, id. Jeszenszky Károly evangélikus lelkész fia
- Jeszenszky István (1873–?), a magyar, valamint a latin nyelv és irodalom tanára, bölcseleti doktor, Jeszenszky Danó fia
- Jeszenszky István (1921–1997) közgazdász, a Magyar Alumíniumipari Tröszt gazdasági vezérigazgató-helyettese 1963 és 1982 között.
- Jeszenszky Iván (1945), író, a "Kitelepítettek" című családregény szerzője, Jeszenszky Ferdinánd dédunokája
- Jeszenszky János (?–1765), őrnagy, Szigetvár kapitánya, a bükkösdi és megyefai Jeszenszky-ág őse
- Jeszenszky János (Losonc, 1740 – Kiskőrös, 1792), nagylibercsei majd 1783-tól kiskőrösi evangélikus lelkész
- Jeszenszky Kálmán (1873–1946), katolikus pap, kanonok Balassagyarmaton, a Madách Társaság elnöke
- id. Jeszenszky Károly (1815–1898), evangélikus lelkész Mezőberényben
- ifj. Jeszenszky Károly (1851–1927), evangélikus lelkész Mezőberényben
- Jeszenszky Károly (1887–1923), evangélikus lelkész és lapkiadó Salgótarjánban
- Jeszenszky László (?–?), evangélikus lelkész Hódmezővásárhelyen (1843–1857). cikkei a Falusi Gazdában és a Magyar Néplapban jelentek meg az 1800-as évek végén
- Jeszenszky Pál (1864–1951), mezőgazdasági szakember
- Jeszenszky Sámuel (1775–1830), Liliomos első evangélikus lelkésze 1817-től
- Jeszenszky Sándor (1852–1917), jogtudós, író, királyi főügyész, miniszterelnökségi államtitkár, valóságos belső titkos tanácsos, Jeszenszky Danó fia
- Jeszenszky Sándor (1873–1947), politikus, a Független Kisgazdapárt alapító tagja, az Ideiglenes Nemzetgyűlés tagja
- Jeszenszky Sándor (1935), villamosmérnök, a műszaki tudomány kandidátusa, a Magyar Elektrotechnikai Múzeum nyugalmazott igazgatója, Jeszenszky Ferenc fia
- Jeszenszky Sándor (1963), a Nemzeti Érzelmű Motorosok Egyesületének elnöke
- Jeszenszky Zsigmond (? – Csejte, 1901), honvéd százados az 1848–49-es szabadságharcban
- Paulovics család, a kisjeszeni Jeszenszky család egyik ága
  - Paulovics Mihály (Turócszentmárton,? – Nápoly, 1675. október 5.), gályarabságban elhunyt turócszentmártoni evangélikus rektor lelkész
  - Paulovics József kántortanító, iskolaigazgató
  - köröskényi és kisjeszeni Jeszenszky-Paulovits Tibor (1891–1954), százados, minisztériumi osztályvezető
  - Járdányi Paulovics István (1892–1952), régész, egyetemi tanár, Paulovics József fia
  - Járdányi Pál (1920–1966), népzenekutató, Kossuth-díjas zeneszerző, Járdányi-Paulovics István fia
  - Járdányi Gergely (1957), Liszt-díjas bőgőművész, Járdányi Pál fia
- Simkovics család, a kisjeszeni Jeszenszky család egyik ága

nagyjeszeni Jeszenszky család:
- Jeszenszky Árpád (1896–1988), növénynemesítő, Jeszenszky Ignác fia
- báró Jeszenszky Béla (1867–1896), császári és királyi kamarás, a magyar királyi közoktatásügy minisztérium szolgálatonkívüli segédtitkára
- Jeszenszky Béla Tibor (1962–2008), művésznevén Flipper Öcsi énekes, dalszerző, zenész
- Jeszenszky Géza (1867–1927), jogi doktor, ügyvéd és lapszerkesztő Nagyszentmiklóson és Szegeden. Jeszenszky Géza külügyminiszter nagyapja.
- Jeszenszky Géza (1941), 1990–1994 között magyar külügyminiszter, 1998–2002 között washingtoni, majd 2011–2014 között norvégiai és izlandi nagykövet.
- báró Jeszenszky István (1854–?), földbirtokos Nógrádkövesden, a budapesti Köztelek című szaklap munkatársa
- Jeszenszky Ignác (1862–1924), nagykikindai, majd pestújhelyi evangélikus lelkész, esperes, író
- Jeszenszky István (1946), zenész
- Jeszenszky János (Jessenius) (1566–1621), II. Rudolf német-római császár udvari orvosa, a prágai egyetem rektora
- báró Jeszenszky Károly (1870–1924), a földművelésügyi minisztérium helyettes államtitkára, a magyar királyi ménesbirtok és az országos lótenyésztés főosztályának vezetője, a lótenyésztési bizottmány elnöke
- Jeszenszky László (?–?), ügyvéd, előbb kalocsai szentszéki, majd érseki ügyész a XIX. sz. első felében
- Jeszenszky Mihály (1732–?), táblabíró Pozsony vármegyében
- Jeszenszky Miklós (?–?), megyei esküdt Pest vármegyében, költő a XIX. sz. első felében
- Jeszenszky Nándor (1830–1916), nagyszentmiklósi ágostai hitvallású lelkész, az 1848–49-es forradalom és szabadságharc honvéd hadnagya. Jeszenszky Géza külügyminiszter dédapja.
- Jeszenszky Pál (1831–?), evangélikus lelkész és főgimnáziumi tanár Iglón, ahol görögöt, latint és vallástant tanított
- báró Jeszenszky Sándor (1827–1889), az 1848–49-es forradalom és szabadságharc főhadnagya, Simontornyai járási szolgabíró, 1882–1889 között Pincehely országgyűlési képviselője
- Jeszenszky Tibor dr. (1946–?), a Skála-Coop egyik igazgatója, Jeszenszky Géza külügyminiszter unokatestvére
- Jeszenszky Zoltán (1895–1986), jogász, az 1930-as években a Magyar Általános Hitelbank cégvezetője, majd 1940–1947 között igazgatója. Ezután számos, nem végzettségének megfelelő munkahelyen dolgozott, végül hetvenéves korában a Magyar Beruházási Bank revizoraként vonult nyugalomba. Jeszenszky Géza külügyminiszter édesapja.
- Jeszenszky Zsolt (1972), a Magyar Hangfelvétel-kiadók Szövetsége (MAHASZ) munkatársa és a Magyar Lemezlovas-egyesület elnöke, Jeszenszky Géza külügyminiszter fia
- Turóczy család, a nagyjeszeni Jeszenszky család Székelyföldre, Kézdivásárhelyre elszármazott ága
  - Turóczy Mózes (1813–1896), Gábor Áron ágyúöntője

még besorolatlan személyek:
- Jeszenszky Béla, 1959-ben Bródy Imre-díjjal tüntették ki
- Jeszenszky Dezső (1864–1917), színész, színigazgató
- Jeszenszky Endre (1925–2008), koreográfus, a Jeszenszky Táncművészeti Központ vezetője
- Jeszenszky Ferenc 18. század második fele, kiskőrösi evangélikus lelkész
- Jeszenszki (Dudás) Xav. Ferenc, a szolnoki Verseghy Ferenc Gimnázium igazgatója 1837–1852 között
- Jeszenszky György (1963), a Liszt Ferenc Zeneművészeti Egyetem Jazz Tanszékének dob tanára
- Jeszenszky István (jeszenői) (1829–1884), mennyiségtan- és természettantanár a losonci gimnáziumban
- Jeszenszky János, 1848-as őrnagy
- Jeszenszky József, Kisaranyoson megalapította Európa egyik első szőlő- és gesztenyetermelő nagygazdaságát
- Jeszenszky László (?–1526), hősi halált halt a mohácsi csatában
- Jeszenszky Pál (?–?), az Erdélyi Gazda munkatársa, a Köztelek társszerkesztője a XIX. sz. végén
- Jeszenszky Sándor (?–?), a Szép Budapest (1928, 1929) című urbanisztikai könyv szerzője
- Jeszenszky Valér gyógyszerész, Jeszenszky Endre édesapja kb. 1892-ben született.
- Jeszenszky Zoltán, a Synergon Informatika Nyrt. igazgatótanácsának elnöke, a Budapesti Olimpia Mozgalom (BOM) elnökségi tagja

.
- Pavel Jessenius (16. század), bibliafordító, 1589-től püspök Morvaországban
- Ružena Jesenska (1863–1940), cseh írónő
- Jan Jesensky (1870–1947), fogorvos, a prágai egyetem professzora, Ružena Jesenska testvére
- Janko Jesenský (1874–1945), szlovák író, költő, műfordító. Magyarul is megjelent a Demokraták című regénye
- Fedor Jesenský id. ( Turócszentmárton, 1877 – Turócszentmárton, 1958) műfordító, a Tátra Bank igazgatója
- Milena Jesenská (1896–1944), újságíró, műfordító, Ružena Jesenska testvére
- Fedor Jesenský, ifj. (Liptószentmiklós, 1904 – Turócszentmárton, 1949), jogász, újságíró, műfordító (francia, orosz)
- ifj. Jan Jesensky (1904–1942), tudós
- Mária Jesenská (1923–1988), az egyik első szlovák női gyermekorvos

.
- (Jeszenszky Erik), Molnár Erik kommunista politikus egyik álneve a két világháború között